# Giorgio Jannone
Giorgio Jannone Cortesi (Bergamo, 6 dicembre 1964) è un dirigente d'azienda, politico e banchiere italiano.

## Biografia
Laurea in economia e commercio ed in scienze politiche. Dottore commercialista, giornalista pubblicista, revisore contabile. È stato Amministratore delegato e Presidente delle Cartiere Paolo Pigna Spa. È stato esponente de Il Popolo della Libertà, precedentemente di Forza Italia.
Già Segretario Provinciale di Bergamo.
Nella XII Legislatura ha fatto parte della 4ª Commissione permanente difesa, della 6ª Commissione permanente finanze ed è stato Vice presidente del suo Gruppo parlamentare.
Nella XIV Legislatura è stato membro del Direttivo e Tesoriere del Gruppo Forza Italia ed è stato membro della 6ª Commissione permanente finanze e delle Commissione parlamentare di vigilanza sull'anagrafe tributaria.
Nelle elezioni politiche del 2006 (XV Legislatura) è eletto alla Camera nella lista di Forza Italia nella IV Circoscrizione Lombardia 2. È membro del Direttivo del Gruppo parlamentare di Forza Italia. Membro della 6ª Commissione permanente finanze.
È eletto nel 2008 per la quarta legislatura e fa parte del Gruppo parlamentare del Popolo della Libertà.
Nella XVI Legislatura è Presidente della Commissione Bicamerale di controllo sulle attività degli enti gestori di forme obbligatorie di previdenza e assistenza sociale e membro della 6ª Commissione permanente finanze.
È uno dei 26 parlamentari o ex parlamentari che ha deciso di ricorrere contro la Camera dopo la decisioni del passaggio per il vitalizio al sistema contributivo e l'aumento dell'età per ottenerlo.
Tale ricorso è stato ritirato immediatamente nei giorni successivi alla presentazione.